# Monument Nacional Navajo
El Monument Nacional Navajo (en anglés: Navajo National Monument) és un Monument nacional nord-americà dins la reserva Navajo del nord d'Arizona. Conserva habitatges troglodites de la civilització anasazi, datats del segle XIII.
Es va inaugurar el 20 de març del 1909 pel president William Howard Taft. L'indret té tres zones, amb un total d'unes 146 hectàrees.
El Monument nacional fou inscrit en el Registre Nacional de Llocs Històrics el 15 d'octubre del 1966.

## Geografia
El monument es troba a l'altiplà de Shonto, amb vista al sistema del canó Tsegi, a l'oest de Kayenta, a Arizona. Té un centre de visitants amb un museu, tres senderes curtes, i dos petits campaments.

Hi una sendera (Sandal Trail) de 2,1 km, que acaba en un mirador de les ruïnes de Betatakin, al congost de Betatakin, de 170 m de fondària. 

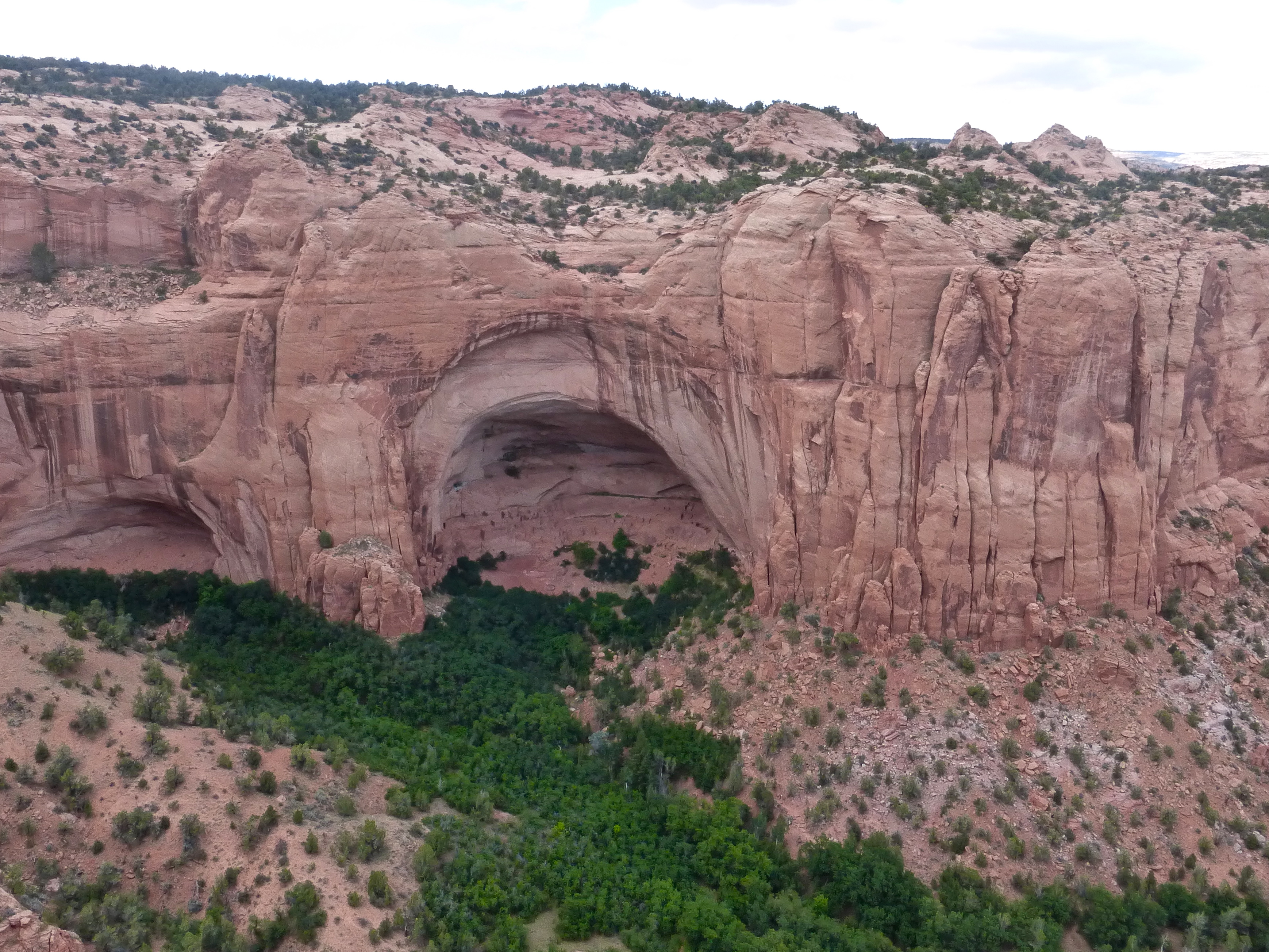
Ruïnes de Betakin
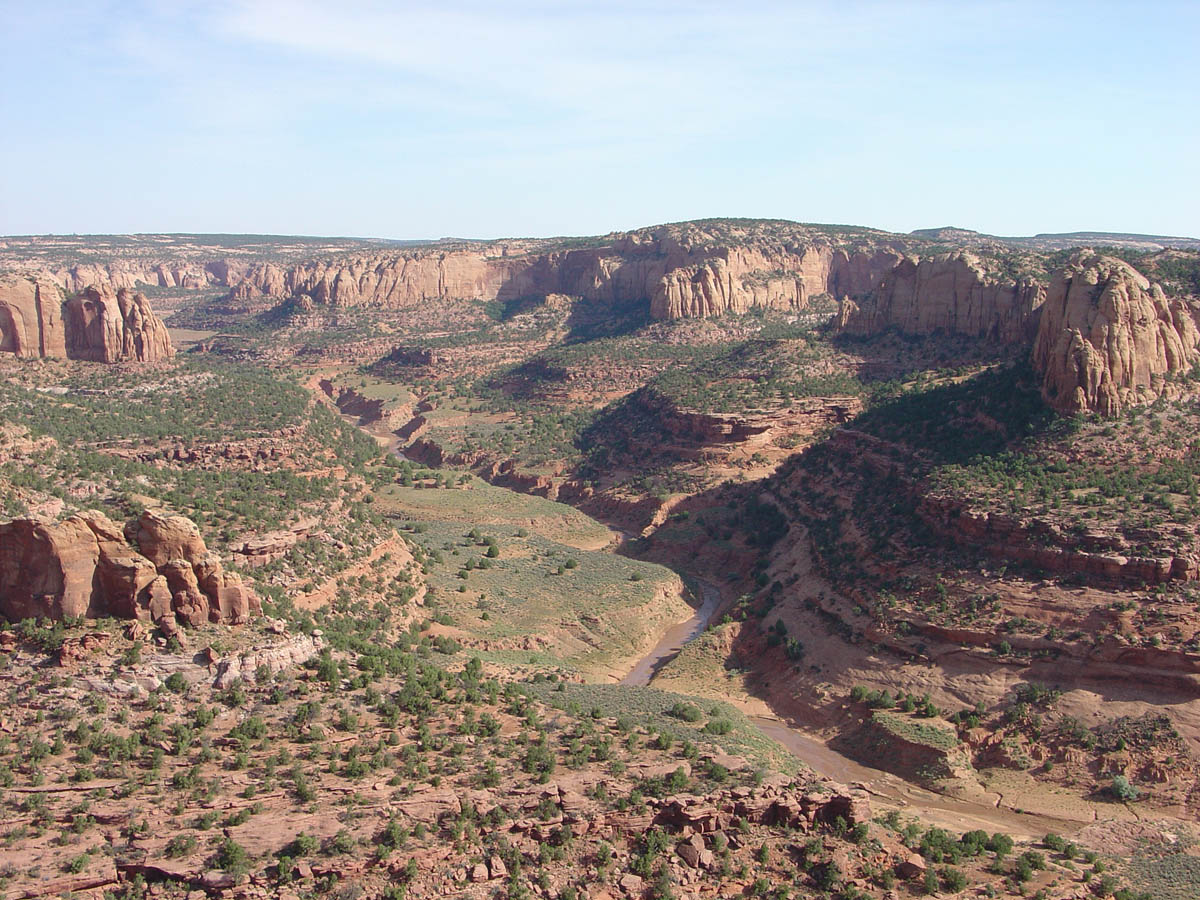
Vista general
Ruïnes de la Casa Blanca